# Schistophyllum pusillum
Schistophyllum pusillum là một loài Rêu trong họ Fissidentaceae. Loài này được (Wilson) Lindb. mô tả khoa học đầu tiên năm 1879.